# Luková (Brodek u Přerova)
Luková je vesnice, část městyse Brodek u Přerova v okrese Přerov. Nachází se asi 2 km na východ od Brodku u Přerova. Prochází zde silnice II/150. V roce 2009 zde bylo evidováno 76 adres.
Luková leží v katastrálním území Luková u Přerova o rozloze 1,86 km2.

## Historie
První písemná zmínka o obci Luková je z roku 1385.
Roku 1886 byla v horní části obce vybudována škola, v níž se vyučovalo až do roku 1974.

## Pamětihodnosti
- Socha Ježíše Krista z roku 1850,[4]
- kamenný kříž z r. 1884 u silnice směr Přerov,[5]
- kaple sv. Jana Křtitele,[6]
- kamenný kříž z r. 1933 před kaplí sv. Jana Křtitele,[7]
- památník obětem první světové války.[8]